# Obična kopriva
Obična kopriva (velika kopriva, dvodomna kopriva, lat. Urtica dioica) je vrsta samonikle jestive biljke roda Urtica koja raste na zapuštenim mjestima kao korov. Raste u Europi, Aziji, Africi i Sjevernoj Americi.

## Opis
Kopriva je dvodomna zeljasta višegodišnja biljka. Stabljika je uspravna i doseže visinu do 150 cm, a listovi su dugi od 5 do 15 cm. Listovi se nalaze na kratkim peteljkama i imaju kratke dlačice. Korijen joj je poprilično velik. Listovi i peteljke su pokriveni žarnicama, i zbog toga ih je jako neugodno dodirnuti, jer izliju oštar sok na kožu. Cvjetovi koprive su zeleni i neugledni. Kopriva ima ljekovita svojstva. Cvjeta od proljeća do jeseni, a za vrijeme zime ostaje u zemlji.

## Kemijski sastav
Listovi su svojevrsni prirodni multivitaminski koncentrat . Sadrže do 170 mg% (prema drugim izvorima, 270 ili 100-200  ) askorbinske kiseline, do 20 mg% (prema drugim izvorima, 50 ili 14-30  ) karotena, B, K vitamini (400 bioloških jedinica u 1 g). 100 g koprive sadrži 41 mg željeza, 1,3 mg bakra, 8,2 mg mangana, 4,3 mg bora, 2,7 mg titana, 0,03 mg nikla ; u lišću - do 8% klorofila, šećera, porfirina, sitosterola , fenolnih kiselina, tanina, isparljivih, urticinskih glikozida, organskih kiselina  .

## Taksonomija
Oko taksonomije ove biljke vrlo su se često vodile rasprave, i stariji izvori nude različite sistematske nazive za njezine podvrste. Nekada je bilo prihvaćeno više vrsta nego danas. Priznate podvrste su:
- Urtica dioica subsp. afghanica Chrtek
- Urtica dioica subsp. gracilis (Aiton) Selander
- Urtica dioica subsp. holosericea (Nutt.) Thorne
- Urtica dioica var. sicula (Gasp. ex Guss.) Wedd.

### Sinonimi
- Urtica dioica var. atrichocaulis Hand.-Mazz.
- Urtica dioica var. californica (Greene) C.L. Hitchc.
- Urtica dioica subsp. dioica
- Urtica dioica var. dioica
- Urtica dioica var. gracilis (Aiton) R.L. Taylor & MacBryde
- Urtica dioica var. holosericea (Nutt.) C.L. Hitchc.
- Urtica dioica var. kioviensis (Rogow.) Wedd.
- Urtica dioica subsp. koviensis Buia
- Urtica dioica var. lyallii (S. Watson) C.L. Hitchc.
- Urtica dioica var. mollis (Steud.) Wedd.
- Urtica dioica var. occidentalis S. Watson
- Urtica dioica subsp. platyphylla P. Medvedev
- Urtica dioica var. procera (Muhl. ex Willd.) Wedd.
- Urtica dioica var. pycnantha Wedd. & DC.
- Urtica dioica subsp. sondenii (Simmons) Hyl.
- Urtica dioica var. sondenii Simmons
- Urtica dioica var. steudelii Wedd.
- Urtica dioica var. vulgaris Wedd.
- Urtica dioica subsp. xingjiangensis C.J. Chen

### Status nije riješen
- Urtica dioica var. subinermis R.Uechtr.

## Rasprostranjenost
Kopriva je izobilna u sjevernoj Europi i velikom dijelu Azije, te se obično nalazi na selu. Manje je udomaćena u južnoj Europi i sjevernoj Africi, gdje je ograničena zbog svoje potrebe za vlažnim tlom. U Sjevernoj Americi je široko rasprostranjena u Kanadi i SAD-u, gdje je utvrđena u svakoj državi osim Havaja i također se može naći u najsjevernijem Meksiku. Raste u izobilju na pacifičkom sjeverozapadu, posebno na mjestima gdje je velika godišnja količina kiše. U Sjevernoj Americi daleko je manje udomaćena nego u sjevernoj Europi. Europska podvrsta, U. dioica dioica uvedena je u Sjevernu i Južnu Ameriku.
U Velikoj Britaniji kopriva ima veliku povezanost s ljudskim naseljima i zgradama. Prisutnost koprive može ukazati na to da je zgrada dugo bila napuštena. Ljudski i životinjski otpad može biti odgovoran za povišenje razine dušika i fosfata u tlu, te tako osigurava odlično okruženje za koprivu.

## Ekologija
Kopriva služi kao odlična hrana ličinkama nekih vrsta leptira, kao što je danje paunče ili mala riđa. Također je i hrana mnogim vrstama moljaca te hmeljovom korjenaru.

## Ljekovita svojstva i druge koristi
Koprivu su stari Grci koristili za masažu protiv reumatskih bolova. Kopriva poboljšava rad probavnog sustava. U koprivi se nalaze i flavonoidi koji dobro djeluju na rad organizma. Ekstrakt korijena ima mnogo željeza, koristi se protiv opadanja kose i pozitivno utječe na krv. Od koprive se često priprema čaj i sok te se često koristi u kuhinji. Djeluje kao diuretik i antihemoragik.Kopriva je i jedna od rijetkih biljaka bogatih titanijem.
Ključni sastojci: željezo, kalcij, proteini, kalij, fosfor, mravlja kiselina, acetilkolin, sumpor, beta karoten, vitamini a, c i k, flavonoidi.
Bez obzira na ljekovita svojstva, kopriva se ne konzumira svježa jer ponekad mogu nastupiti problemi s probavnim sustavom i crvenilo kože. Osim što štiti od bolesti, kopriva može suzbiti lisne uši koje su veliki nametnik voću. Koprive se često koriste kao hrana zečevima i svinjama. Kopriva se koristi i u prehrambenoj industriji, npr. u proizvodnji sira yarga, te začinjene varijante gouda sira. Kopriva može poslužiti za pripremanje raznih jela, a u sjevernoj Europi često jedu juhu od koprive. Najpopularniji način konzumiranja koprive u ljekovite svrhe je putem vodeno-alkoholnog ekstrakta - tinkture. Tinktura od koprive je jako dobro kod problema s opadanjem kose uzrokovanog nedostatkom željeza.
Korijen koprive se najčešće koristi za zdravlje prostate i za pomoć kod opadanja kose ako je to opadanje uzrokovano zbog DHT-a. Kopriva je jedan od rijetkih biljki koja je dobra i za štitnu žlijezdu. Kopriva sadrži likasta vlakna, pa se često koristi i u tekstilnoj industriji. Za razliku od pamuka, lana ili konoplje raste jednostavno, bez pesticida, no njezina vlakna su dosta hrapavija.
Kopriva u travarskim krugovima slovi kao jedna od najsigurnijih biljki. O tome najbolje govori izjava Davida Hoffmanna, jednog od najcjenjenijih herbalista iz SAD-a na jednom predavanju o mogućim nuspojavama ljekovitog bilja je rekao: “Ako ste u nedoumici, koristite koprivu.”
Po kineskoj tradicionalnoj medicini čaj od koprive je izvrsno sredstvo za liječenje pleuritisa.

## Kultura i povijest
Tkanina napravljena od koprive je nađena na lokacijama na kojima su živjeli ljudi iz brončanog doba. Dobar dio njemačke uniforme iz Prvog svjetskog rata bio je od tkanine izrađene od koprivinih vlakana. Koprivu su koristili i stari Rimljani kao hranu i lijek. Siromašni ljudi bi je često jeli u proljeće. U germanskoj mitologiji kopriva je bila simbol boga munje. Prema narodnom vjerovanju, munja nikada neće udariti u koprivu, i od toga dolazi poslovica: Neće grom u koprive. Postoji mit da kad kokoši jedu sušene koprive, poveća se broj izlegnutih jaja.
Koprive se tradicionalno beru na Veliki četvrtak i Veliki petak. U knjizi Hansa Christiana Andersena "De vilde svaner" se spominje kako je princeza morala satkati kaput od kopriva da bi razbila urok bačen na njezinu braću. U Ujedinjenom Kraljevstvu se od 1986. održava Stinging Nettle Eating Championship, natjecanje u jedenju kopriva.

## Galerija
- Sjemenke između trave.
- Rizomi i korijenje.
- Lisni zalisci.
- Bodlje koprive su bijele boje.
- Muška i ženska biljka.
- Žuti cvjetovi muške biljke.
- Ljubičasti cvjetovi muške biljke.
- Zeleni cvjetovi ženske biljke.
- Maslinasto-zeleni cvjetovi ženske biljke.
- Plodovi koprive.
- Sjemenka tijekom klijanja
- Biljka izlazi iz proklijale sjemenke
- Velika kopriva. (Úrtica dioíca.)Ilustracija #300 in: Martin Cilenšek: Naše škodljive rastline, Celovec (1892)